# IJzermenie
IJzermenie is een grondverf voor met name staalconstructies om corrosie tegen te gaan. Het is ook toepasbaar op hout. De verf is op basis van alkydhars waaraan ijzeroxide en hulpstoffen zijn toegevoegd. De kleur is roodbruin. Naast corrosiewering sluit de verf het object goed af.

## Toepassingen
IJzermenie kan als grondverf toegepast worden op staal, mits het staal goed ontdaan is van roest.
Voor hout dat niet zichtbaar is en voor hout dat in contact komt met cement of beton kan ijzermenie eventueel ook toegepast worden.

## Alternatieven
Er zijn alternatieven voor ijzermenie zoals loodmenie, loodvrije menie en epoxyprimer. Deze alternatieven bieden veelal een betere corrosiebescherming dan ijzermenie. Om economische redenen kan ijzermenie een juiste keuze zijn, afhankelijk van de verfbelasting. Daarom hebben veel staalconstructies, die niet intensief in contact komen met water, de typische roodbruine kleur van ijzermenie. De kwaliteit - en daarmee de prijs - van de menie kan verhoogd worden door de toevoeging van hulpstoffen zoals zinkfosfaat (Zn3(PO4)2). Zinkfosfaat wordt ook toegepast in loodvrije menie.